# Feldforschung
Feldforschung oder Feldarbeit ist eine empirische Forschungsmethode zur Erhebung empirischer Daten mittels Beobachtung und Befragung im „natürlichen“ Kontext. Sie wird insbesondere in der Anthropologie, Archäologie, Erziehungswissenschaft, Ethnologie, Soziologie, Politikwissenschaft, Psychologie, Linguistik, Musikwissenschaft sowie in der Volkskunde betrieben. Der Begründer sozialwissenschaftlicher Forschung als Methode des „sich Einbohrens ins soziale Milieu“ ist Gottlieb Schnapper-Arndt. Zu den namhafteren Vertretern ethnologischer Forschung im Feld gehören in der westlich-akademischen Welt unter anderem Leopold von Wiese, Marie Jahoda, Bronisław Malinowski, Marcel Mauss, Franz Boas, Max Gluckman, Gregory Bateson und Georges Devereux.

## Methode
Unter Feldforschung wird die systematische Erforschung von Kulturen oder bestimmten Gruppen verstanden, indem man sich in deren Lebensraum begibt und das Alltagsleben der Menschen zeitweise teilt. Mithilfe eines oder mehrerer Informanten und durch gezieltes Fragestellen sowie teilnehmende Beobachtung werden wissenswerte Informationen über die betreffende Kultur oder Gruppe gesammelt.
Der Forscher versucht dabei möglichst objektiv zu beobachten. Grundvoraussetzung hierfür ist ein Bewusstsein über die eigenen Wurzeln und kulturellen Vorurteile sowie eine intensive Auseinandersetzung mit der eigenen Rolle und Vorgehensweise (siehe auch Grounded Theory). Ebenfalls hoch zu gewichten sind die ethischen Anforderungen an Forscher oder Forscherinnen: Würde, Privatsphäre und Anonymität der erforschten Menschen müssen unter allen Umständen gewahrt werden.
Eine Strategie und wesentliches Merkmal von Feldforschung ist das Notieren von Beobachtungen, Gedanken, Gefühlen, Problemen, Ängsten, das Festhalten von typischen Sprachausdrücken, das Schreiben von Gedächtnisprotokollen sowie das Analysieren z. B. durch Kategorien- und Typenbildung und das abschließende Zusammenfassen des Beobachteten in einer dichten Beschreibung (Clifford Geertz).
Problematisch ist dabei, dass allein durch die Anwesenheit des Forschers das Untersuchungsfeld beeinträchtigt wird. Diese Beeinflussung kann nur durch einen längeren Forschungszeitraum und durch eine aktive Teilnahme am Alltag der zu Erforschenden abgemildert und minimalisiert werden. Die „mimische Methode“ („schauspielerische“ Methode) von Ludwig Ferdinand Clauß zielt daher auf eine möglichst große Integration des Forschers in die von ihm erforschte Kultur: Er forderte die Aufgabe der eigenen Kultur für die Zeit der Feldforschung, lebte z. B. jahrelang als „Beduine“ unter arabischen Beduinen und konvertierte schließlich endgültig zum Islam.

## Beispiele für Feldforschung in der Soziologie
→ Liste der Sozialreportagen, Milieustudien, Feldforschungsstudien und Milieuromane
Die Chicagoer Schule um Robert Ezra Park (The City) und seine „Nachfolger“ bilden ab 1930 einen Kristallisationspunkt an richtungsweisenden Arbeiten, die sich zumeist mit Themen auf mikrosoziologischer Ebene über das Leben in den Industriestädten oder Subkulturen (The Hobo, The Polish Peasant in Europe and America, später auch Outsiders) beschäftigten. Hier wird auch das Konzept der teilnehmenden Beobachtung entwickelt, das wegen der Betonung der qualitativen und empirischen Methoden oft als unwissenschaftlich abqualifiziert wurde.
Als im deutschsprachigen Raum grundlegend gilt die Studie von Marie Jahoda und Hans Zeisel über Die Arbeitslosen von Marienthal. Die Autoren der von Karin Brandauer unter dem Titel Einstweilen wird es Mittag 1988 verfilmten Feldstudie untersuchten die Folgen massiver Arbeitslosigkeit in einem kleinen Dorf in Österreich, das von der Schließung einer Textilfabrik existenziell betroffen war.
Durch Kombination von qualitativen und quantitativen Methoden der Sozialforschung (Beobachtung, strukturierte Beobachtungsprotokolle, Haushaltserhebungen, Fragebögen, Zeitverwendungsbögen, Interviews, Gespräche und gleichzeitige Hilfestellungen) ist diese 1933 veröffentlichte Arbeit methodisch richtungsweisend – auch wenn ihre Rezeption im deutschsprachigen Raum erst Jahr(zehnt)e später erfolgte. Die Gruppe österreichischer Soziologen am Beispiel der vom Niedergang der Textilindustrie geprägten Kleinstadt Marienthal wies in ihrer Feldforschungsuntersuchung erstmals in dieser Form, Präzision und Tiefe sozio-psychologische Wirkungen von Arbeitslosigkeit nach und zeigte im Hauptergebnis, dass Arbeitslosigkeit nicht (wie bis dahin meist erwartet) zur aktiven Revolte, sondern vielmehr zur passiven Resignation führt.
„Die Arbeitslosen von Marienthal“ ist aber nicht nur eine mit vielen Beispielen illustrierte dichte empirische Beschreibung, sondern auch eine sozialtheoretisch anregende Arbeit mit Blick auf die vier Haltungstypen der auch innerlich Ungebrochenen, der Resignierten, der Verzweifelten und der verwahrlost Apathischen – wobei lediglich der erste Typus noch „Pläne und Hoffnungen für die Zukunft“ kannte, während die Resignation, Verzweiflung und Apathie der drei anderen Typen „zum Verzicht auf eine Zukunft führte, die nicht einmal mehr in der Phantasie als Plan eine Rolle spielt“.
Angesichts sich zunehmend durchsetzender demoskopischer Massenbefragungen („polls“) mit quantitativen Methoden, großflächiger Auswertung und politikrelevanter Präsentation wurden ethnographisch-qualitative Studien mit ihren besonderen Zugängen zu unterschiedlichen Sozialmilieus und sozialen Wirklichkeiten zunehmend weniger nachgefragt und auch in der akademischen Sonderwelt subdominant-minoritär. Gleichwohl gab es bedeutsame herkömmlich-ethnographische Forschungen im Sinne Schnapper-Arndts in der US-Soziologie und -Sozialpsychologie bis in die 1960er-Jahre und, im Anschluss an Einzelstudien wie Richard Hoggarts ´The Uses of Literacy: Aspects of Working Class Life´ (1957), seit den 1970er Jahren in England: etwa Howard S. Beckers 1951/55 publizierte delinquenz- und karriere-soziologische Milieustudien zu Marihuana-Rauchern („Marihuana user“) und Unterhaltungsmusikern oder Eric Hoffers zuerst 1951 veröffentlichte sozialliterarische Berichte („social writings“) über Unterschichtsfanatiker („true believer“) und andere gesellschaftliche Außenseiter („outsiders“) der US-amerikanischen Massengesellschaft und ihres nachhaltigen Konformitätsdrucks; oder britische Cultural Studies: etwa Paul Willis’ „Learning Labour“-Ansatz zur Beschreibung und Deutung von Widerständigkeit junger Arbeiterburschen gegenüber den Lernerfordernissen in einer von der ´middle class´ und ihrer ideologischen Praxis geprägten Schule als sozialer Institution.
Abgesehen von wissenschaftlichen Außenseitern (wie Norbert Elias) im sich nur selten auf Schnapper-Arndt beziehenden akademischen und Wissenschaftsbetrieb sind ethnographische Feldstudien wie beispielsweise zu zeitgenössisch-multiplen Bastelbiographien (Peter Gross, St. Gallen), zu Wiener Prostituierten, Berufskriminellen, Obdachlosen, Kellnern und dem niederen austrischen Landadel (Roland Girtler), oder, generell-theoriebezogener, verschiedene Beiträge zur Ethnologie kleiner Alltags- und Lebenswelten in (West-)Deutschland (Ronald Hitzler und Anne Honer) heute, im beginnenden 21. Jahrhundert, eher Ausnahme als Regel und insofern minoritär-exotische Projekte zugleich. So untersuchte der Wiener Ethnosoziologe Roland Girtler die Randgruppen Wiens des späten 20. Jahrhunderts. Für begrenzte Zeit baute er vertrauten Kontakt zu bestimmten Personengruppen (wie Prostituierte, Obdachlose oder auch Angehörigen des Adels) auf, um durch die Nähe des persönlichen Kontaktes alternierend mit Distanzierung und Reflexion, die Relevanzen des Feldes der Betroffenen auch durch deren Sprache („emische Begriffe“) zu begreifen, die Welt aus deren Augen zu verstehen (siehe u. a. Girtlers „10 Gebote der Feldforschung“, Wien 2004, oder Girtlers Der Strich, Wien 2004).

## Feldforschung in der Volkskunde (Europäische Ethnologie)

### Unterschiede zur soziologisch orientierten Feldforschung
Aus der Sicht der Volkskunde (Europäische Ethnologie) zeigt ein Blick auf den obigen Artikelteil, dass Parallelen und erhebliche Unterschiede bestehen. Nach der oben beschriebenen „Methode“ gilt, dass Feldforschung u. a. die „systematische Erforschung von Kulturen“ ist. Von einer ‚Systematik’ konnte in der deutschen Volkskunde kaum eine Rede sein. Entweder wurden zufällige Punkte untersucht oder auf Verdacht mögliche ‚ergiebige Quellen‘. Das „Alltagsleben“ als Objekt der Untersuchung war für die Volkskunde auch wichtig, aber gerade für die Festkultur interessierte sich diese Wissenschaft (Feste im Jahreslauf, kirchliche Feste, Hochzeiten und so weiter). Die „teilnehmende Beobachtung“ war ebenfalls ein gültiges Prinzip; das bedeutete jedoch vor allem die Definition der Rolle des Untersuchenden und die Beachtung, dass seine Anwesenheit das von ihm untersuchte ‚Feld‘ beeinflusst (entsprechend wichtig war die kritische Dokumentation der äußeren Bedingungen solcher Feldforschung). Nur bedingt beobachtete die Volkskunde direkt die „Gruppe“, eher verließ man sich auf den Gewährsmann oder Informanten (Informant).
Eine „mimische Methode“ war aus Sicht der Volkskunde eher abzulehnen; der Untersuchende sollte nicht ‚mitspielen‘, schon gar nicht zu irgendeinem bestimmten Tun ‚animieren‘. Etwa ‚heimliches Filmen‘ wurde von manchen angedacht, ist aber aus Respekt vor den Informanten völlig abzulehnen. Abzulehnen ist demnach aus der Sicht der Volkskunde eine Methode, möglichst „keinerlei Einfluss auf die untersuchten Personen, Ereignisse oder Prozesse aus[zu]üben“, weil „die Datenerhebung nicht bemerkt wird“.
Schon als Arbeitsökonomie wurde innerhalb der Feldforschung in der Volkskunde in der Regel mit qualitativen Methoden gearbeitet, die Daten selten mit quantitativen Methoden untersucht (z. B. mit Statistik). Wirkliche, möglichst flächendeckende Erhebungen gab es etwa für den Atlas der deutschen Volkskunde ab den 1920er Jahren – ein Unternehmen, das sich jedoch Kritik gefallen lassen musste, z. B. eben das alleinige Vertrauen auf nur einen ‚Gewährsmann‘ bzw. auf eine Gewährsperson. Oftmals war das der Lehrer vor Ort; von dessen lokaler Kenntnis profitierte man, verzichtete damit aber auf eigene (und kritisch nachkontrollierbare) Feldforschung. Grundsätzlich hatte die Volkskunde (Europäische Ethnologie) das gleiche Problem wie der Ethnologe (Völkerkundler) in Übersee: Er ist fremd, er beobachtet mit seinen Augen, durch seine ‚Brille’, und er ist von seinen Vorurteilen (positiv und negativ) bestimmt. Deshalb sollte man sich vor einer vorschnellen ‚Wertung‘ hüten. Es geht nicht (so ehrenwert und wichtig das ist) um „Ganz unten“ (1985) von Günter Wallraff.

### Charakteristika und Beispiele volkskundlich orientierter Feldforschung
Volkskundliche Feldforschungen waren in der Regel individuelle Leistungen einzelner Forscher mit oft sehr unterschiedlichen Zielsetzungen. Der Kinderpsychologe Ernest Borneman (Ernst Bornemann) etwa sammelte u. a. auf Spielplätzen unter Kindern Lieder, die auch kindliche Sexualität thematisieren. Dabei stieß er mit seiner Art der „Beobachtung“ nicht immer auf Verständnis.
Der österreichische Musikethnologe Thomas Nußbaumer, der die politische bedingten Hintergründe der unter dem Nationalsozialismus in Südtirol entstandenen „Sammlung Quellmalz“ (Alfred Quellmalz) eingehend dokumentierte und analysierte, widmet neben seinem Schwerpunkt „alpenländische Volksmusik“ (ebenfalls mit ausgedehnten Feldforschungen) etwa den Old Order Amischen (Amische) in Iowa (USA). Weiterhin gibt es einige höchst interessante Veröffentlichungen, die auf Feldforschung unter Deutsch-Türken (türkeistämmige in Deutschland) in Berlin basieren und deren zwischen zwei Kulturen angesiedelten ‚Identitäten’ (daher in der Mehrzahlform; siehe zu Identität) zum Thema haben. Traditionelle türkische Musik erlebt in Berlin (und auf andere Großstädte übertragbar) einen Funktionswandel, und es entstehen neue Texte (Lied und Prosa) in der kritischen Auseinandersetzung mit der eigenen Situation. Zuwanderergruppen sind insgesamt ein dankbares Thema, um ‚deutsche’ (oder regionale) Identitäten zu untersuchen und zu hinterfragen, und zwar auch dort, wo etwa wie im bayerischen Waldkraiburg nach dem Zweiten Weltkrieg eine städtische Gemeinschaft aus vielen verschiedenen Gruppen von ‚Vertriebenen’ zusammenwachsen musste. Das sind nur vier Beispiele von sehr vielen mit höchst unterschiedlicher Zielsetzung, die das breite Spektrum möglicher Feldforschungen zeigen, welche für die Volkskunde (Europäische Ethnologie) von wissenschaftlichem Interesse sind.
Gerade das Volkslied ist ein typisches Untersuchungsgebiet volkskundlicher Feldforschung gewesen, und zwar sowohl für die Texte wie für die Melodien (im Idealfall aufgezeichnet von der gleichen Hand). Auf Frühformen der ‚Feldforschung’ und Sammlung seit dem Beginn des kritisch-wissenschaftlichen Interesses für das deutsche Volkslied mit August Heinrich Hoffmann von Fallersleben (1798–1874) kann hier nicht eingegangen werden. Ein Klassiker im internationalen Vergleich ist schließlich der dänische Folklorist Evald Tang Kristensen (1843–1929), der in den 1880er Jahren Aufzeichnungen aus der bäuerlicher Überlieferung des späten 19. Jahrhunderts unter der damals ärmlichen Bevölkerung Nord- und Mitteljütlands machte. Tausende von Liedern wurden damals mit einfachsten Mitteln (Papier, Bleistift) aufgezeichnet und kommentiert (und schließlich veröffentlicht) – ein weitgehend einmaliges Vorhaben, das ein ganzes Leben ausfüllte und nicht nur lokale Kenntnis, sondern auch soziales Einfühlungsvermögen des Feldforschers erforderte.